# Dwayabeeja cubensis
Dwayabeeja cubensis är en svampart som beskrevs av Mercado 1980. Dwayabeeja cubensis ingår i släktet Dwayabeeja, divisionen sporsäcksvampar och riket svampar.   Inga underarter finns listade i Catalogue of Life.